# رياضيات النسبية العامة
تشير رياضيات النسبية العامة (بالإنجليزية: رياضيات النسبية العامة) إلى مختلف البنى الرياضية والتقنيات المستخدمة لدراسة وصياغة نظرية ألبرت أينشتاين للنسبية العامة. الموتر هو الأداة الرئيسية المستخدمة في هذه النظرية الهندسية للجاذبية، معرفاً على متعدد شعب لورنتزي [الإنجليزية] لتمثيل الزمكان.